# Thiago Alves (kæmper)
Thiago Alves Araujo (født 3. oktober 1983 i Fortaleza i Brasilien) er en brasiliansk MMA-udøver, der siden 2005 har konkurreret i Ultimate Fighting Championship (UFC). Han er i Danmark mest kendt for sin hovedkamp mod Martin Kampmann på UFC on FX: Alves vs. Kampmann den 3. marts 2012. Alves tabte kampen på Submission (guillotine choke) efter 4 minutter og 12 sekunder i 3. omgang.

## MMA

### Tidlige karriere
Alves begyndte at træne Thaiboksning da han var 15 år gammal og 2 år senere begyndte han at træne MMA.
Alves fik sin første MMA-kamp i en alder af 18 år og et år senere flyttede han til Florida i USA for at træne med American Top Team.

### Ultimate Fighting Championship
Han debuterede i UFC den 3. oktober 2005 og gik efter dette yderligere 10 kampe inden han den 11. juli 2009 fik chancen for at møde den regerende mester Georges St-Pierre i en titelkamp i weltervægt på UFC 100. Alves tabt kampen via dommerstemmerne.
Efter at have kæmpet 2 gange på et år siden 2011, vendte Alves tilbage for at møde amerikanske Carlos Condit den 30. maj 2015 i hovedkampen på UFC Fight Night: Condit vs. Alves. Alves tabte kampen via TKO efter at stævnelægen endte konkurrencen mellem 2. og 3. omgang på grund af den skade Alves havde modtager.
Alves mødte Martin Kampmann den 3. marts, 2012 på UFC on FX: Alves vs. Kampmann. Efter at have undgået takedowns og udbokset Kampmann i store dele af kampen blev Alves submitted i sidste minut af kampen efter at være blevet fanget i en guillotine, da han prøvede at få et takedown.
Alves skulle have mødt Zak Cummings den 14. januar 2018 på UFC Fight Night: Stephens vs. Choi. Den 13. januar 2018, blev det offentliggjort at Cummings havde skadet sit hoved efter at have været faldet på sit badeværelse og kampen mod Alves blev aflyst.